# Joseph Kratofiel
Joseph Kratofiel (* 27. März 1870 in Nassadel, Schlesien; † 15. Dezember 1949 in München) war ein deutscher katholischer Politiker der BVP, Landtagsabgeordneter vom 21. Januar 1919 bis zum 19. Mai 1928 und Präsident des Internationalen Bundes des christlichen Post- und Telegraphenpersonals. Zur Landtagswahl in Bayern 1924 trat er mit seiner eigenen Gruppierung Beamtengruppe Kratofiel an und konnte mit 0,78 % der Stimmen seinen Sitz halten. Zur Landtagswahl in Bayern 1928 trat die Beamtengruppe Kratofiel in einer Listenverbindung mit der Reichspartei für Volksrecht und Aufwertung und der Christlich-Sozialen Reichspartei an und verlor ihren Landtagssitz.
Er war Unterbeamter im Reichspostdienst und leitender Beamter des Bayerischen Postverbandes sowie Vertreter im Hauptausschuß des bayerischen Hilfswerks für die notleidende Bevölkerung vom 9. Juli 1924 bis zum 27. April 1928.
Kratofiel war in die seit 1906 laufenden Überlegungen involviert, ein Erholungsheim für Gewerkschaftsmitglieder zu errichten. Dieses wurde am 31. Mai 1914 in Brannenburg eröffnet.

## Veröffentlichungen
Geschichte des Bayerischen Postverbandes, München 1925